# Monsta X
Monsta X (hangul: 몬스타엑스; rr: Monseuta Ekseu, também estilizado como MONSTA X) é um grupo masculino sul-coreano formado pela Starship Entertainment através do programa de sobrevivência NO.Mercy, o grupo atualmente é composto por seis integrantes: Shownu, Minhyuk, Kihyun, Hyungwon, Jooheon, e I.M. A formação inicial incluía Wonho, que saiu do grupo na última semana de outubro de 2019.
O grupo estreou em 2015 com seu primeiro extended play, Trespass, que conseguiu boas posições nas paradas coreanas, chegando ao quinto lugar no Parada de Álbuns do Gaon com mais de 35 mil cópias vendidas. Meses mais tarde, o grupo lança seu segundo EP, Rush, que chegou na terceira posição, a melhor posição do grupo até aquele momento. Ainda em 2015, Monsta X compareceu ao 7º MelOn Music Awards e ganharam o prêmio "Melhor Desempenho do 1theK". Dias depois, compareceram ao 17º Mnet Asian Music Awards, onde o grupo ganhou o prêmio "Artista Asiático da Próxima Geração". Em 2016 receberam o prêmio de "Melhor Performance de Dança Masculina" no 25º Seoul Music Awards e "Artista da Próxima Geração" no 30º Golden Disc Awards. Lançaram no mesmo ano o seu terceiro e quarto EP,  The Clan Part. 1 Lost e The Clan Part. 2 Guilty, onde alcançaram respectivamente o quinto e terceiro lugar na Parada de Álbuns Mundiais da Billboard. No 18º Mnet Asian Music Awards, foram indicados a "Melhor Performance de Dança Masculina" e "Música do Ano" pelo single "All In".
O primeiro álbum de Monsta X, The Clan Part. 2.5 - The Final Chapter foi lançado no início de 2017, alcançando a primeira posição na Parada de Álbuns Mundiais da Billboard e segundo lugar no Parada de Álbuns do Gaon na Coreia do Sul. Seu single, Beautiful os levou ao terceiro lugar no Parada de Músicas Digitais Mundiais da Billboard. O disco se tornou um dos maiores sucessos do grupo, resultando em um relançamento meses depois com o nome de Shine Forever, levando pela primeira vez o grupo ao topo da Parada de Álbuns do Gaon. Na metade do ano embarcaram em sua primeira turnê mundial, The First World Tour: Beautiful, passando por vários países. Lançaram no mesmo ano o seu primeiro single japonês de sucesso, Hero, sob o selo da Universal Music Japan, seguido de Beautiful (2017) e Spotlight (2018), o último recebendo certificado de ouro por vender cem mil cópias pela RIAJ. Meses mais tarde, retornaram a Coreia para lançar seu quinto EP, The Code (2017), seguido de The Connect: Dejavu (2018). Seu primeiro álbum japonês, Piece, saiu meses mais tarde. Logo em seguida embarcaram em sua segunda turnê mundial de sucesso, Monsta X World Tour "The Connect".

## História

### 2014–2015: No.Mercy e Debut

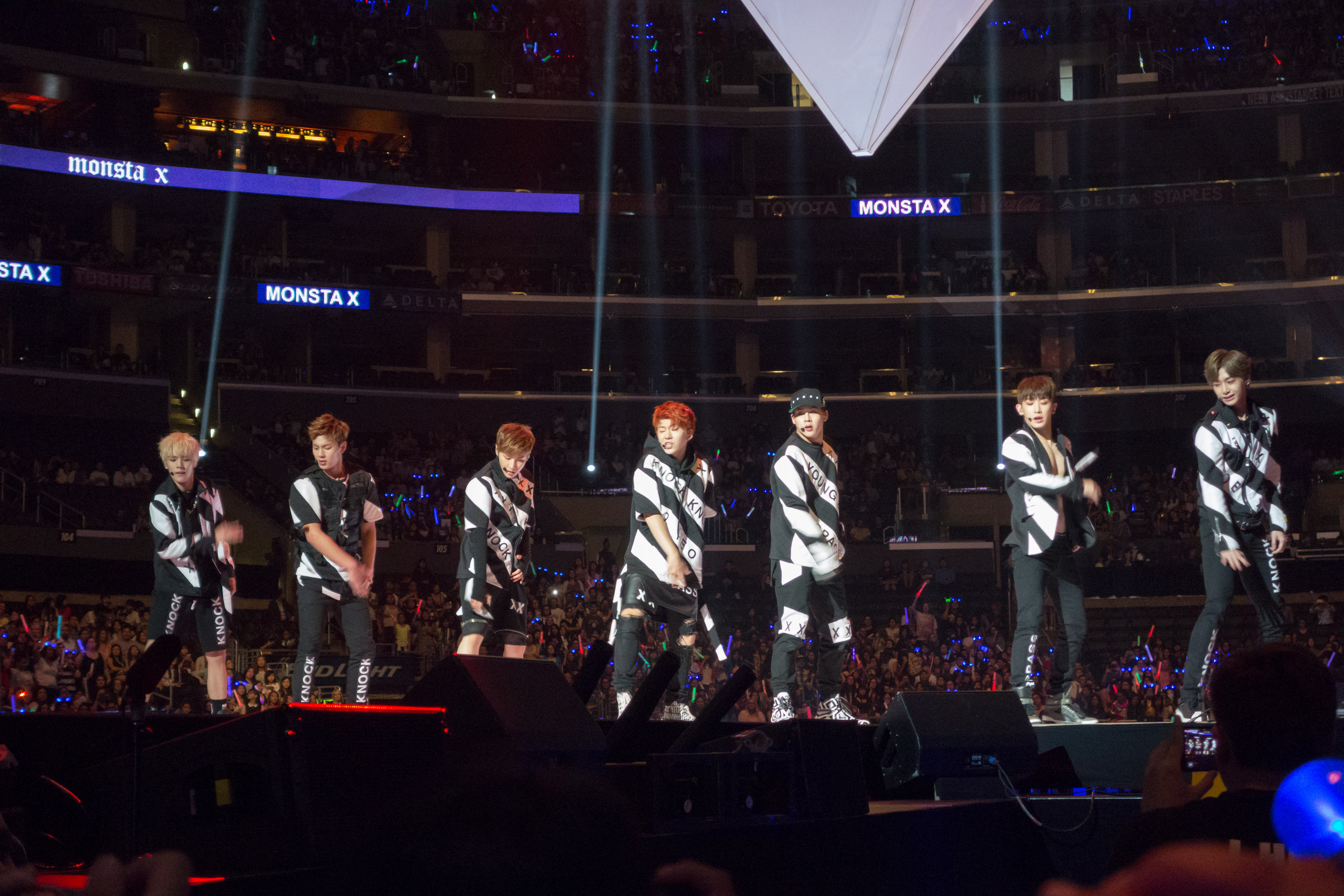
Monsta X na KCON 2015 em Los Angeles.

O grupo foi formado no programa de TV, NO.Mercy, do canal Mnet, que foi exibido de dezembro de 2014 à fevereiro de 2015. Durante dez episódios, doze trainees (treze depois que I.M se junta à competição no episódio 8) competem um contra os outros através de várias apresentações e são classificados de um a doze, onde um é a melhor posição e doze é a pior. Eles também tem que usar um crachá com a sua posição que mudava de acordo com os desafios e apresentações definidos pelos jurados. Para o programa, os participantes trabalharam diretamente com artistas da Starship Entertainment, incluindo Hyolyn, K.Will, Mad Clown e Soyou, assim como outros artistas como Rhymer, San E, Giriboy e Genius Nochang. Esses artistas também serviram de jurados para classificar os competidores. Para a missão conclusiva, os nove membros restantes formaram três grupos de três para competir e os membros do Monsta X foram escolhidos desses nove no episódio final como os sete membros do grupo: Shownu, Wonho, Minhyuk, Kihyun, Hyungwon, Jooheon e I.M.
No.Mercy também levou a web série spin-off de 2014 “Deokspatch”, que também foi ao ar em Dezembro, que pretendia mostrar um lado mais casual e alegre da competição para que as pessoas conhecessem melhor os trainees. No dia 14 de maio de 2015, a série continuou como “Deokspatch X” e "Deokspatch X²" em Outubro. Essas temporadas focaram no Monsta X recém formado participando de atividades de programas de variedades.
O nome do grupo, "Monsta X", contém o significado duplo de "Monsters conquering the K-pop scene" e "My star" (Mon significa My(Meu) em francês. O X simboliza uma existência desconhecida. Jooheon, Hyungwon, e I.M também lançaram sua canção "Interstellar" no dia 12 de fevereiro, que foi produzida para a missão final pelo produtor Yella Diamond.
Monsta X fez seu debut com o lançamento de seu primeiro extended play, Trespass, no dia 14 de maio de 2015. A canção título de mesmo nome foi produzida por Rhymer e descrita como uma "faixa forte e edgy que reflete o caráter único de Monsta X". Trespass inclui sete faixas diferentes. O rapper Jooheon foi o mais envolvido na produção do álbum e compôs diversas canções, incluindo "One Love", "Steal Your Heart" e "Blue Moon". O outro rapper do Monsta X , I.M, também foi envolvido em criar o rap de diversas canções. Kihyun e Wonho também contribuíram com letras de canções para o álbum.
No dia 1 de setembro,o grupo retornou com seu segundo extended play de nome Rush. A faixa-título de mesmo nome é descrita como uma música que representa o estilo do grupo, produzida por Giriboy. Keone Madrid coreografou a dança e Joo Hee-sun dirigiu o vídeo musical. O mini-álbum contém seis faixas produzidas por  Mad Clown, Crybaby e Rhymer. Jooheon também participou da criação do rap de cinco das seis faixas, enquanto o outro membro I.M estava envolvido em quatro canções, incuíndo a faixa título "Rush". Depois do lançamento do videoclipe especial para a faixa "Hero", o EP conseguiu alcançar o primeiro lugar do Hanteo Chart. No mesmo mês, o grupo revelou que haviam escolhido o nome oficial de sua fã-base. A escolha foi a palavra-valise "Monbebe", a junção da palavra "mon" em francês, que significa "meu" em português, concluindo que seus fãs são seus bebês.
Em 2015, MOnsta X fez sua primeira aparição nos E.U.A se apresentando na KCON 2015 em Los Angeles. Parada de Álbuns do Gaon revelou que Monsta X ficou em 22º lugar nos artistas que mais venderam em 2015 e 18º lugar nos artistas masculinos. O EP Trespass ficou em 63º e Rush em 46º nos álbuns mais vendidos de 2015 na Coreia do Sul. Além de conquistarem os prêmios: "Melhor Novato" no IKMA, "Estrela em Ascensão" no Daum Official Fancafe Awards, "Novo Rosto" no Zeni Star Awards e "Melhor Grupo Masculino em Ascensão" no Simply Kpop.[carece de fontes?]

### 2016: The Clan Pt. 1 Lost e The Clan Pt. 2 Guilty

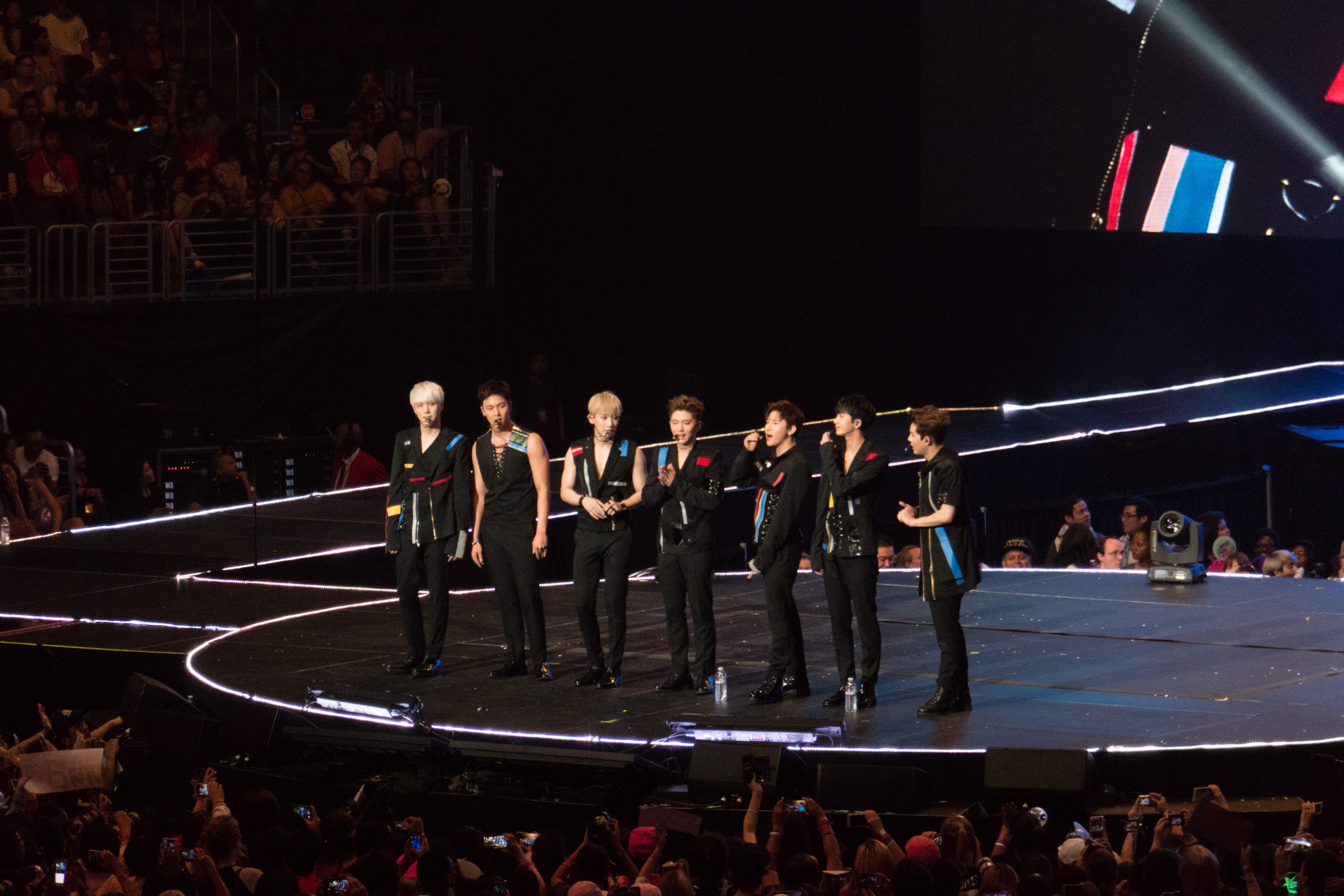
Monsta X na KCON 2016 em Los Angeles.

Em janeiro de 2016, o grupo lançou um novo programa de variedades chamado Monsta X Right Now!. Em abril de 2016, o grupo participou de um programa de sobrevivência chinês chamado Heroes of Remix, que foi ao ar em Junho na Jiangsu Television. O programa realiza competição de remix e cada participante recebe uma lição de seu mentor designado e faz sua apresentação remixando música chinesa representativa. Monsta X também apareceu no web drama chinês Good Evening, Teacher,receber respostas positivas dos telespectadores locais.
No dia 18 de maio de 2016, Monsta X lançou seu terceiro EP, The Clan Part. 1 Lost com a faixa-título All In. Ela foi dirigida pelo cineasta Shin Dong-keul, um ex-vencedor do Canada International Film Festival que é conhecido por seu estilo sonhador e eufórico de produzir vídeos. No dia 9 de maio, o grupo havia pré-lançado uma das canções do álbum, "Ex girl", com participação de Wheein do Mamamoo. O álbum é o primeiro da trilogia de álbuns intitulada The Clan. O EP conseguiu o terceiro lugar na Parada de Álbuns do Gaon e alcançou ao topo da categoria de K-Pop no iTunes do EUA e Japão, demonstrando crescente popularidade.
Em julho, Monsta X realizou seu primeiro concerto inteiramente solo no Blue Square Samsung Card Hall em Seul. Intitulado de The First Live: X-Clan Origins, todos os ingressos foram vendidos em cinco minutos, trazendo mais de quatro mil fãs ao local para o evento. Em agosto, Monsta X se juntou Exy, Cheng Xiao, SeolA, Soobin, Eunseo, Yeoreum e Dayoung, integrantes do grupo Cosmic Girls, para a criação de YTeen, um grupo que iria promover o serviço de telefone da KT. No mesmo mês, o grupo comemorou por estar no top dez das paradas musicais após três meses do seu último lançamento.
No dia 4 de outubro é lançado o quarto EP do grupo e segunda parte da trilogia The Clan, The Clan Part. 2 Guilty. O EP contém seis faixas, incluindo a faixa-título "Fighter". O lançamento alcançou a terceira posição do Parada de Álbuns Mundiais da Billboard e segundo no Parada de Álbuns do Gaon e o single Fighter o terceira posição da categoria de K-Pop do iTunes do EUA e Japão. Em novembro, Monsta X inicia uma série de encontros com fãs pela Ásia em Manila, na Filipinas, onde reuniu mais de mil fãs. Também passaram por Indonésia, Taipé em Taiwan e Bangkok na Tailândia. Em Dezembro o grupo foi premiado com o prêmio de Best of Next Male Artist na Mnet Asian Music Awards de 2016.

### 2017:Beautiful, estreia japonesa e turnê mundial
Monsta X começa o ano de 2017 recebendo o prêmio "Global V Live Top 10" da plataforma de vídeo V Live. Os dez melhores artistas selecionados para receber o prêmio tem como embasamento os números de visualizações, curtidas e comentários na plataforma. Dias depois, o grupo viajou para Tóquio no Japão para realizar seu primeiro showcase no país. No começo de fevereiro o grupo foi anunciado como atração da primeira edição da KCON no México.

Como esse é nosso primeiro álbum completo, ele será algo diferente de tudo que já fizemos. Sempre achamos que precisávamos sempre melhorar, então decidimos que participaríamos mais das coreografias, composição e produção das músicas. Sentimos que estamos mais ligados com esse projeto do que qualquer outra coisa que já fizemos.

Monsta X para o site Dong-A
Em fevereiro o grupo lançou seu primeiro álbum de estúdio, The Clan Part. 2.5 Beautiful, encerrando assim sua trilogia The Clan. O disco alcançou boas posições nas paradas coreanas, entrou nos álbuns mais vendidos diariamente do Hanteo Chart e Synnara e 38º na lista semanal da Oricon do Japão. O single “Beautiful” alcançou o topo da categoria de K-Pop no iTunes do EUA. Em junho, Monsta X anunciou que iria relançar seu primeiro álbum, The Clan Part 2.5 Beautiful, com duas faixas inéditas sob o título de Shine Forever.
Depois do sucesso de seu primeiro álbum, Monsta X anunciou que iria lançar seu primeiro álbum single no Japão em maio com a versão japonesa de seus singles Hero e Stuck. O grupo ficaria a cargo da Mercury Tokyo, uma subsidiária construída exclusivamente pela Universal Music Japan para cuidar da agenda do grupo no país. O lançamento foi um sucesso, alcançando o topo dos mais vendidos da Tower Records, e na segunda posição da lista semanal da Oricon e terceiro lugar na Billboard do Japão.
Monsta X revelou em abril que iria realizar sua primeira turnê mundial intitulado de, The First World Tour: Beautiful. A tour passou por Seul, Hong Kong, EUA, Tailândia, França, Alemanha, Rússia, México, Chile e Argentina. Todos os ingressos para os dois primeiros em Seul foram vendidos em um minuto.
No dia 23 de agosto, Monsta X lançou seu segundo single japonês, uma versão japonesa de sua canção coreana, "Beautiful". O single atingiu o topo de vendas físicas da Billboard do Japão e lista semanal da Oricon e quarta posição na Hot 100. Em 7 de novembro, eles lançavam seu quinto EP intitulado de The Code, como single a música Dramarama foi escolhida. O EP atingiu a segunda posição na Parada de Álbuns do Gaon e Parada de Álbuns Mundiais da Billboard. O lançamento vendeu mais de 164 mil cópias, se tornando o mais vendido do grupo até então. No dia 14 de novembro, eles ganharam pela primeira vez o primeiro lugar em um programa musical, no The Show, com Dramarama.
O grupo foi indicado em quatro categorias no 19º Mnet Asian Music Awards, incluindo "Música do Ano" com sua faixa 아름다워 (Beautiful). Eles acabaram levando o prêmio de "Melhor Performance em Concerto." Na segunda edição do Asia Artist Awards, Monsta X foi indicado em duas categorias, conseguindo levar o prêmio de "Melhor Entertainer".

### 2018:The Connect,Piece, Take.1 Are You There?e segunda turnê mundial
No dia 13 de janeiro de 2018, o grupo serviu como portadores da Chama Olímpica na primeira etapa do revezamento de Seul da tocha dos Jogos Olímpicos de Inverno de Pyeongchang. No mesmo mês, Monsta X lançou oficialmente o terceiro single do seu primeiro álbum japonês, Piece, como também sua primeira música original em japonês, Spotlight. A faixa ficou em segundo lugar na lista semanal de singles da Oricon e também na mesma posição na Hot 100 da Billboard do Japão. O single recebeu certificado de ouro por mais de cem mil cópias vendidas.
Em 26 de março, o grupo lançou seu sexto EP, The Connect: Dejavu, a faixa Jealousy foi escolhida como single, já a obra inclui as faixas If Only, co-escrita por Wonho, e Special, por Jooheon. O lançamento alcançou a segunda posição na Parada de Álbuns do Gaon e Parada de Álbuns Mundiais da Billboard. Neste retorno, eles ganharam novamente o primeiro lugar no programa musical, The Show da SBS MTV. Monsta X foi rosto da mascar de lentes de contato Lens Town em 11 de abril. Todos os integrantes trabalharam ativamente do processo de criação das lentes, divulgando-as como "lentes Monsta X" ou "MnX".
Em abril eles lançaram seu primeiro álbum japonês, Piece, juntamente como quarto single, Puzzle. Este álbum contém dez faixas, sendo cinco delas versões japonesas de faixas coreanas e cinco faixas originais. O disco alcançou a primeiro posição da lista semanal da Tower Records e Billboard do Japão e terceiro posição no Oricon. Depois disso, em 27 de abril, eles começaram sua primeira turnê no Japão, em Nagoya, o First Japan Live Tour.
No fim de maio eles iniciaram sua segunda turnê mundial intitulada de Monsta X World Tour "The Connect" na Coreia do Sul, em Seul na Jang Chung Arena. O show reuniu cerca de sete mil fãs. Posteriormente, foi anunciado que passaria pelo Brasil, EUA, Londres, Espanha, Países Baixo, México, Hong Kong, Taiwan, Banguecoque, Japão, Argentina e Chile.
Em 22 de outubro de 2018, Monsta X lançou seu segundo álbum de estúdio, Take.1 Are You There?, com a faixa-título Shoot Out, que foi muito bem aceita pelo público, trazendo diversas vitórias: no The Show, programa da SBS MTV, no dia 30 de outubro de 2018; no Show Champion, da MBC Music, um dia depois; no M COUNTDOWN, do Mnet, dia 1º de novembro e por último, no Music Bank, programa da KBS, dia 2 de novembro, se tornando o álbum do Monsta X a ganhar mais prêmios, incluindo esse último, que é visto como um grande marco na carreira de um artista. Além da música principal, o álbum conta com músicas escritas pelos próprios membros: Heart Attack e a versão coreana de Spotlight, escrita por Wonho, Jooheon e I.M, 널하다 (I Do Love You), escrita por Wonho, Kihyun, Minhyuk, Jooheon e I.M, e também composta e arranjada por Wonho, 오디서 뭐해 (Mohae), escrita, composta e arranjada por I.M e By My Side, escrita, composta e arranjada por Jooheon.

## Integrantes
Formação atual
- Shownu (em coreano:  셔누), nascido Son Hyun-Woo (em coreano: 손현우) em 18 de junho de 1992 (32 anos) em Seul, Coreia do Sul.
- Minhyuk (em coreano: 민혁), nascido Lee Min-Hyuk (em coreano: 이민혁) em 3 de novembro de 1993 (31 anos) em Seul, Coreia do Sul.
- Kihyun (em coreano: 기현), nascido Yoo Ki-Hyun (em coreano: 유기현) em 22 de novembro de 1993 (31 anos) em Goyang, Gyeonggi, Coreia do Sul.
- Hyungwon (em coreano: 형원), nascido Chae Hyung-won (em coreano: 채형원) em 15 de janeiro de 1994 (31 anos) em Gwangju, Coreia do Sul.
- Joohoney (em coreano: 주헌), nascido Lee Joo-Heon (em coreano: 이주헌) em 6 de outubro de 1994 (30 anos) em Daegu, Coreia do Sul.
- I.M (em coreano: 아이엠), nascido Im Chang-kyun (em coreano: 임창균) em 26 de janeiro de 1996 (29 anos) em Gwangju, Coreia do Sul.

Ex-integrante
- Wonho (em coreano: 아이엠), nascido Lee Ho-Seok (em coreano: 이호석) em 1 de março de 1993 (32 anos) em Anyang, Gyeonggi, Coreia do Sul.

## Discografia
| Discografia em coreano Álbuns de estúdio TRESPASS (2015) RUSH (2015) THE CLAN pt.1 <LOST> (2016) THE CLAN pt.2 <GUILTY> (2016) The Clan Part. 2.5: Beautiful (2017) THE CODE (2017) THE CONNECT : DEJAVU (2018) Take.1 Are You There? (2018) Take.2 We Are Here (2019) FOLLOW - FIND YOU (2019) FANTASIA X (2020) Fatal Love (2020) One of a kind (2021) NO LIMIT (2021) SHAPE OF LOVE (2022) REASON (2023) | Discografia em japonês Álbuns de estúdio Piece (2018) X-Phenomenon (2019) Flavors of Love (2021) | Discografia em inglês Álbuns de estúdio All About Luv (2020) The Dreaming (2021) |

## Filmografia

### Animação
| Ano  | Título        | Papel       |
| ---- | ------------- | ----------- |
| 2019 | We Bare Bears | Eles mesmos |

### Dramas
| Ano  | Título                | Papel       |
| ---- | --------------------- | ----------- |
| 2015 | The Producers         | Eles mesmos |
| 2015 | High-End Crush        | Eles mesmos |
| 2016 | Good Evening, Teacher | Eles mesmos |
| 2017 | Hit the Top           | Eles mesmos |
| 2021 | Area 51: The Code     | Eles mesmos |

### Reality show
| Ano       | Programa                            |
| --------- | ----------------------------------- |
| 2014–2015 | No.Mercy                            |
| 2014–2015 | Deokspatch                          |
| 2015      | Deokspatch X                        |
| 2015      | Deokspatch X²                       |
| 2016      | Right Now!                          |
| 2017      | Monsta X-Ray                        |
| 2017      | Monsta X-Ray 2                      |
| 2018      | Monsta X-Ray 3                      |
| 2018      | When You Call My Name (com Gallant) |
| 2019      | Monsta X's Puppy Day                |
| 2020      | Monsta X's TWOTUCKBEBE Day          |
| 2020      | Monsta X's Glamping with TTG        |
| 2020      | Monsta X's on Vacation              |
| 2020      | Monsta X's Newtroland               |
| 2021      | Let's Go                            |
| 2021      | MX Review                           |
| 2021      | Speak Out, Monsta X!                |
| 2021      | SSAP-DANCE                          |
| 2021      | Folktale Chaos                      |
| 2022      | Cold Sleep: Kiss or Death           |

## Turnês
Turnês asiáticas
- The First World Tour: Beautiful (2017)

Turnês mundiais
- Beautiful World Tour (2017)
- The Connect World Tour (2018)
- We Are Here World Tour (2019)

Outras turnês
- No Limit Tour (2022)

Concertos virtuais
- Live From Seoul With Luv (2020)